# Маріанне Вос
Маріанне Вос  (нід. Marianne Vos, 13 травня 1987) — нідерландська велогонщиця, олімпійська чемпіонка.

## Виступи на Олімпіадах
| Олімпіада   | Дисципліна                         | Місце |
| ----------- | ---------------------------------- | ----- |
| Пекін 2008  | особиста шосейна гонка             | 6     |
| Пекін 2008  | шосейна гонка з роздільним стартом | 14    |
| Пекін 2008  | Очкова гонка                       | 1     |
| Лондон 2012 | Шосейна гонка                      | 1     |